# Orgilus hybridus
Orgilus hybridus är en stekelart som beskrevs av Taeger 1989. Orgilus hybridus ingår i släktet Orgilus och familjen bracksteklar. Inga underarter finns listade i Catalogue of Life.